# Onitis fulmineus
Onitis fulmineus là một loài bọ cánh cứng trong họ Bọ hung (Scarabaeidae).